# Pierre Pincemaille
Pierre Pincemaille (født 8. december 1956 i Paris, død 12. januar 2018 i Suresnes) er en fransk organist og musiklærer.
Pierre Pincemaille kom ind på konservatoriet i Paris i en alder af 14 år og havde Henri Challan, Jean-Claude Raynaud, Marcel Bitsch, Jacques Castèréde og Rolande Falcinelli som lærere. I 1977 vandt han harmonik, i 1978 kontrapunkt i fuga og i 1979 orgel-fortolkning i orgel-akkompagnement.
Pierre Pincemaille blev i 1990 tildelt Grand Prize i Chartres internationale konkurrence.
Fra 1982 til 1987 var Pierre Pincemaille organist ved Saint-Eugene-Sainte-Cécile-kirken i Paris, og i en alder af 31 vandt han en konkurrence ved Klosterkirken Saint-Denis.
Han fik stillingen som professor i kontrapunkt i 2005 ved konservatoriet i Paris.
Han har et verdensomspændende ry som koncertorganist og improvisator.